# Francesco Bruyere
Francesco Bruyère (Carmagnola, 27 agosto 1980) è un judoka e allenatore di judo italiano.

## Carriera

### Atleta
Inizia a praticare Judo all'età di 6 anni nella società Hirakudo di Torino, nel 1995 si trasferisce alla società Aliyama Settimo e nel 2004 al Centro Ginnastico Torino.
Nel 2003 si laurea Campione Italiano Assoluto e l'anno successivo, insieme al fratello Alessandro, diventa atleta del Gruppo Sportivo della Polizia Penitenziaria Fiamme Azzurre.
Nel 2005 ottiene l'Argento mondiale al Cairo nella categoria 73 kg e l'anno successivo diventa il primo ed unico italiano a trionfare nella Jigoro Kano Cup a Tokyo.

### Allenatore
Nel 2012 si ritira dall'attività di atleta per incominciare la carriera di allenatore all'interno del Gruppo Sportivo delle Fiamme Azzurre. 
A gennaio 2013 diventa Collaboratore Federale della Nazionale Italiana di Judo per cui presterà il suo contributo fino alle Olimpiadi di Rio de Janeiro in cui la Nazionale conquista una medaglia d'oro con Fabio Basile e una d'argento con Odette Giuffrida.
Nel 2017 diventa Allenatore Federale della Nazionale Italiana di Judo per accompagnare la squadra fino alle olimpiadi di Tokyo 2020, in cui la Nazionale conquista 2 Medaglie di Bronzo con Odette Giuffirda e Maria Centracchio.
Nel 2021 viene insignito della Carica di Capo Allenatore Femminile per condurre la squadra fino alle Olimpiadi di Parigi 2024.

### Studi
Dopo aver frequentato il Liceo Scientifico Gino Segrè a Torino, nel 2007 ottiene la laurea di primo livello presso l'Università degli Studi di Torino in Scienze Motorie e Sportive, successivamente ottiene la Laurea Magistrale in Scienze e Tecniche Avanzate dello Sport sempre nel medesimo ateneo.
Nel 2012 completa il percorso di studi da Allenatore di IV Livello Europeo presso la Scuola di formazione del CONI.

### Carriera Universitaria
Nel 2016 diventa docente a contratto presso l'Università di Torino, facoltà di Scienze Motorie, per l'insegnamento magistrale di Sport di Combattimento.
Nel 2019 diventa docente a contratto presso la stessa facoltà anche per l'insegnamento di Progettare l'Allenamento.

## Vittorie
- 1999 - Campionato Europeo Juniores: 3º
- 2003 - Campionato italiano: 1º
- 2004 - Campionato Mondiale Universitario: 2º
  - Campionato Europeo: Senior 5º

- 2005 - Campionato Mondiale: 2º
  - World Cup Roma 1°

- 2006 - Torneo Jigoro Kano cup: 1º
- 2007 - Torneo Jigoro Kano cup: 2º
- 2010 - World Cup Tallin 1°
  - World Cup Miami 1°